# Zora sourit
Zora sourit è una canzone registrata dalla cantante canadese Céline Dion per il suo album in francese S'il suffisait d'aimer (1998). Il brano fu distribuito nelle radio francesi il 3 agosto 1998 come primo singolo promozionale dell'album. La canzone è stata scritta da Jean-Jacques Goldman e suo fratello J. Kapler e prodotta dallo stesso Jean-Jacques e da Erick Benzi.

## Contenuti e pubblicazioni
Con questa canzone Céline affronta il tema del razzismo e sociale: è dedicata alle donne algerine. In un'intervista la cantante dichiarò:"Per me Zora rappresenta non solo l'Algeria, ma tutte le donne di tutti questi paesi che non hanno la possibilità di essere liberi e di essere felici".
Le scene che immortalano la sessione di registrazione di Zora sourit sono state inclusa come bonus track sul DVD di Au cœur du stade.
Céline interpretò il brano dal vivo durante le date francofone del Let's Talk About Love Tour e del Celine Dion Live 2017.
La canzone divenne in seguito anche parte del greatest hits On ne change pas (2005).

## Videoclip musicale
Alcune scene del videoclip musicale mostrano Céline mentre canta il brano, a queste si alternano le riprese di una ragazza algerina, Zora, che cammina per strada sorridente, raccogliendo in una scatola degli oggetti affettivi di varie persone, che infine invierà in Algeria tramite posta.
Il videoclip musicale di Zora sourit è stato diretto da Yannick Saillet e girato tra Miami, Aubervilliers e Parigi. Il video fu pubblicato il 1 settembre 1998 e incluso più tardi nella raccolta della Dion, On ne change pas.

## Successo commerciale
In Québec il singolo entrò in classifica il 15 settembre 1998 posizionandosi in prima posizione e rimanendovi per cinque settimane. In classifica vi trascorse trentatré settimane in totale.
Il singolo fu distribuito commercialmente nei paesi europei francofoni l'11 settembre 1998, ottenendo un discreto successo raggiungendo la posizione numero 12 in Belgio Vallonia, la numero 20 in Francia e la numero 25 in Svizzera.
Zora sourit fu certificato disco d'oro in Belgio e disco d'argento in Francia.

## Formati e tracce
CD Maxi Singolo (Europa) (Columbia: COL 666434 2)
1. Zora sourit – 3:52 (Jean-Jacques Goldman, J Kapler)
2. Sur le même bateau – 4:25 (Goldman)
3. Pour que tu m'aimes encore – 4:14 (Goldman)

CD Singolo Promo (Francia) (Columbia: SAMP CS 5901)
1. Zora sourit – 3:52 (Goldman, Kapler)

CD Singolo (Francia) (Columbia: 666434 1)
1. Zora sourit – 3:52 (Goldman, Kapler)
2. Sur le même bateau – 4:25 (Goldman)

LP Singolo 12" (Europa) (Columbia: 666434 6)
1. Zora sourit – 3:51 (Goldman. Kapler)
2. Pour que tu m'aimes encore – 4:14 (Goldman)
3. Sur le même bateau – 4:25 (Goldman)

## Classifiche

### Classifiche settimanali
| Classifica (1998)                    | Posizione massima raggiunta |
| ------------------------------------ | --------------------------- |
| Belgio Fiandre (Ultratop 50)         | 48                          |
| Belgio Vallonia (Ultratop 50)        | 12                          |
| Europa (Eurochart Hot 100 Singles)   | 54                          |
| Francia (SNEP)                       | 20                          |
| Paesi Bassi (Dutch Top 40 Tipparade) | 27                          |
| Paesi Bassi (Single Top 100)         | 67                          |
| Polonia (ZPAV)                       | 7                           |
| Québec (ADISQ)                       | 1                           |
| Svizzera (Schweizer Hitparade)       | 25                          |

### Classifiche di fine anno
| Classifica (1998)                                | Posizione |
| ------------------------------------------------ | --------- |
| Belgio Vallonia (Ultratop rapports annuels 1998) | 94        |

## Crediti e personale
Registrazione
- Registrato ai Méga Studios di Suresnes (FR)
- Mixato ai Méga Studios di Suresnes (FR)

Personale
- Arrangiato da - Erick Benzi, Jean-Jacques Goldman
- Mixato da - Humberto Gatica
- Musica di - Jean-Jacques Goldman, J. Kapler
- Produttore - Erick Benzi, Jean-Jacques Goldman
- Testi di - Jean-Jacques Goldman, J. Kapler

## Cronologia di uscita
| Paese   | Data              | Formato      |
| ------- | ----------------- | ------------ |
| Europa  | 1998              | Vinile (12") |
| Europa  | 11 settembre 1998 | CD           |
| Francia | 1998              | CD           |